# 醉·生夢死
《醉·生夢死》（英語：[Thanatos, Drunk] 错误：{{Lang}}：文本有斜体标记（帮助））是一部2015年由臺灣導演張作驥執導的電影，並進入第65屆柏林影展電影大觀單元。

## 劇情
上禾與老鼠是兩兄弟，一直照料著酗酒的母親。
就在上禾離家赴美國不久，老鼠跟好友仁碩在高雄市闖了大禍，與黑道老大結下樑子。
母親因酗酒意外猝死，多日後才被發現，讓老鼠愧疚又自責。
一度為情自殺的上禾，回台灣奔喪時，竟和仁碩產生了曖昧關係。
此時高雄老大終於北上復仇，綁架了老鼠女友，逼老鼠出面解決。
老鼠無路可走，決定要使出重手。

## 演員
| 演員姓名 | 角色名稱                   | 介紹                                 |
| 李鴻其   | 老鼠                       |                                      |
| 黃尚禾   | 上禾                       | - 老鼠的哥哥                         |
| 鄭人碩   | 仁碩                       | - 老鼠老大 - 大雄的男友 - 職業男公關 |
| 張寗     | 啞巴                       | - 老鼠女友 - 援交女子                |
| 呂雪鳳   | 媽媽                       | - 老鼠與上禾的母親                   |
| 王靖婷   | 大雄                       | - 仁碩的女友 - 老鼠和上禾的表姊      |
| 今子嫣   | 紫嫣（演員表作「阿祥姐」） | - 仁碩過去的恩客                     |
| 林晉羽   | 豬頭阿祥                   | - 高雄黑道老大                       |
| 劉國強   | 老鼠雇主                   | - 市場裡賣蔬菜的攤販                 |

## 獎項
| 獎項                     | 獎項                                                    | 受獎者         | 結果 |
| ------------------------ | ------------------------------------------------------- | -------------- | ---- |
| 第65屆柏林影展           | 勝利柱獎 （ELSE - The Siegessäule Readers' Jury Award） | 《醉生夢死》   | 獲獎 |
| 2015年台北電影節         | 百萬首獎                                                | 《醉生夢死》   | 獲獎 |
| 2015年台北電影節         | 最佳劇情長片                                            | 《醉生夢死》   | 獲獎 |
| 2015年台北電影節         | 最佳男主角                                              | 李鴻其         | 獲獎 |
| 2015年台北電影節         | 最佳男配角                                              | 鄭人碩         | 獲獎 |
| 2015年台北電影節         | 最佳女配角                                              | 呂雪鳳         | 獲獎 |
| 2015年台北電影節         | 媒體推薦獎                                              | 《醉生夢死》   | 獲獎 |
| 第52屆金馬獎             | 最佳劇情片                                              | 《醉·生夢死》  | 提名 |
| 第52屆金馬獎             | 最佳導演                                                | 張作驥         | 提名 |
| 第52屆金馬獎             | 最佳男主角                                              | 李鴻其         | 提名 |
| 第52屆金馬獎             | 最佳男配角                                              | 鄭人碩         | 提名 |
| 第52屆金馬獎             | 最佳女配角                                              | 呂雪鳳         | 獲獎 |
| 第52屆金馬獎             | 最佳新演員                                              | 李鴻其         | 獲獎 |
| 第52屆金馬獎             | 最佳原著劇本                                            | 張作驥         | 提名 |
| 第52屆金馬獎             | 最佳攝影                                                | 許之駿、張誌騰 | 提名 |
| 第52屆金馬獎             | 最佳原創電影音樂                                        | 林尚德、曾韻方 | 獲獎 |
| 第52屆金馬獎             | 最佳剪輯                                                | 張作驥         | 獲獎 |
| 第16屆東京新作家主義影展 | 最佳影片                                                | 《醉·生夢死》  | 提名 |
| 第37屆南特三洲影展       | 金熱氣球獎                                              | 《醉·生夢死》  | 提名 |

## 工作人員
- 導演：張作驥
- 副導：王子杰
- 助導：陳宥升
- 場記：梁均婕
- 執行製片：吳瀅伶、蔡佳靜、溫慧明
- 助理製片：林晉羽
- 製片組實習生：李哲宇
- 攝影師：許之駿（Jerry）、張誌騰
- 跟焦大助：曾永達
- 攝影助理：温景輝
- 攝影助理：楊程皓
- 燈光師：宋殿生
- 燈光助理：莊永佳
- 燈光助理：曾世屏
- 燈光助理：余學信
- 燈光助理：洪吉祥
- 錄音師：謝惠菁
- 錄音助理：謝青㚬
- 錄音助理：陳緯丞
- 美術指導：詹正筠
- 現場道具：蘇冠享
- 造型師：黃筱妍
- 化妝師：吳以琳
- 梳化：黃于璇
- 髮型師：吳政昕
- 特殊化妝：蕭又瑋（阿薇）
- 特殊化妝：劉佳欣（維尼）
- 側拍：廖佳祺（十三）
- 劇照：吳姍樺

## 外部連結
- 醉·生夢死的Facebook專頁
- 香港影庫上《醉·生夢死》的資料（繁體中文）
- 開眼電影網上《醉·生夢死》的資料（繁體中文）
- 豆瓣电影上《醉·生夢死》的資料 （简体中文）
- 时光网上《醉·生夢死》的資料（简体中文）
- 互联网电影数据库（IMDb）上《醉·生夢死》的资料（英文）